# 박보환
박보환(朴普煥, 1956년 1월 8일 ~ )은 대한민국의 정치인으로, 제18대 국회의원이다.
한나라당 후보로 2008년 총선에 화성시 을선거구에 공천을 받아 당선되었다. 2012년 총선에서는 새누리당의 공천을 받지 못하였다.

## 학력
- 대구국민학교 졸업
- 경북중학교 졸업
- 경북고등학교 졸업
- 영남대학교 법정대학 정치외교학 학사
- 건국대학교 행정대학원 행정학 석사과정 수료

## 경력
- ~ 2004년: 6월 한나라당 연수원 교수
- 화성시 장애인 후원회 고문
- 이명박 대통령 취임 준비위원회 상임자문위원
- 2004년 6월 ~ 2006년 8월: 한나라당 경기도당 사무처 처장
- 2006년 8월: 한나라당 재정경제위원회 수석전문위원
- 2006년 11월 ~ 2007년 5월: 국회 정책연구위원
- 2008년 5월 ~ 2012년 2월: 제18대 국회의원 (경기 화성시을/한나라당)
- 2008년 5월: 제18대 국회 예산결산특별위원회 위원
- 2009년 6월 ~ 2010년 6월: 한나라당 원내부대표
- 2010년 7월 ~ 2012년 5월: 유네스코한국위원회 문화분과 위원
- 2010년 8월 ~ 2011년 7월: 한나라당 국민공감위원장
- 2011년 7월 ~ 2012년 5월: 한나라당 경기도당 수석부위원장
- 2012년 2월 ~ 2012년 5월: 제18대 국회의원 (경기 화성시을/새누리당)
- 2013년 9월: 새누리당 국책자문위원회 위원
- 2013년 9월 ~ 2017년 8월: 13대 국립공원관리공단 이사장
- 자유한국당 전임고문
- 2021년 1월 ~ 2025년 1월: 대한당구연맹 회장

## 역대 선거 결과
| 실시년도 | 선거   | 대수 | 직책     | 선거구         | 정당     | 득표수   | 득표율          | 순위 | 당락 | 비고 |
| -------- | ------ | ---- | -------- | -------------- | -------- | -------- | --------------- | ---- | ---- | ---- |
| 2008년   | 총선   | 18대 | 국회의원 | 경기 화성시 을 | 한나라당 | 27,941표 | \| \| 51.49% \| | 1위  |      | 초선 |
|          | 51.49% |      |          |                |          |          |                 |      |      |      |

## 가족 관계
- 아버지 : 박동열 ( ~ 2019년 12월 21일)
- 어머니 ( ~ 2013년 6월 3일)

## 같이 보기
- 화성시 을
- 화성시의 국회의원